# Inflacijski svemir
Inflacijski svemir je klasa modela Velikog Praska koja uključuje kratko razdoblje ubrzanog, eksponencijalnog širenja svemira. Takav događaj bi oslobodio ogromnu energiju, koja je do tada bila pohranjena u vakuumu prostor-vremena. Ova teorija objašnjava veličinu i jednolikost svemira.